# 吉田まどか
吉田 まどか（よしだ まどか、1997年3月25日 - ）は、日本の女優。
福岡県出身。元東宝芸能所属。
第7回東宝「シンデレラ」オーディションファイナリスト。

## 出演

### 映画
- ジョーカーゲーム（2012年12月22日） - 下川ちひろ 役[3]
- ジョーカーゲーム 脱出（2013年8月17日） - 下川ちひろ 役[4]
- 学校の怪談 呪いの言霊（2014年5月23日） - 由佳 役
- 太陽の坐る場所（2014年10月4日） - 鈴原今日子（高校時代） 役
- バンクーバーの朝日（2014年12月20日）
- 迷宮カフェ（2015年3月7日） - 浜辺の少女 役[5]
- 愛MY〜タカラモノと話せるようになった 女の子の話〜（2017年1月28日） - チリコ 役[6]
- しまこと小豆島（2017年8月21日） - 主演・しまこ 役
- 報復〜かえし〜（2017年10月18日） - 深谷千晶 役[7]
- SUNNY 強い気持ち・強い愛（2018年8月31日） - 成美 役

### テレビドラマ
- 夢王（2014年7月 - 10月、テレビ西日本） - 河合みちる 役[8]
- ごめんね青春!（2014年10月12日 - 12月21日、TBS） - 三女3年C組生徒 役[9][10]
- 念力家族（2015年3月30日 - 9月14日、NHK Eテレ） - 主演・念力玲子 役
  - 念力家族 SEASON2（2016年4月4日 - 9月26日）
- 激辛ドM男子（2015年11月3日、テレビ東京）
- ビューティフル・スロー・ライフ（2015年12月24日、NHK総合）
- まかない荘 第6話（2016年5月24日、メ〜テレ） - 白川 役[11]
- 獄門島（2016年11月19日、NHK BSプレミアム） - 鬼頭花子 役
- 人形佐七捕物帳 第9話（2017年2月7日、BSジャパン） - お町 役
- 科捜研の女 シーズン17 第16話（2018年3月8日、テレビ朝日） - 武田美波 役[12]
- トーキョーエイリアンブラザーズ（2018年7月23日 - 9月24日、日本テレビ） - 美沙 役
- 法医学教室の事件ファイル44（2018年8月12日、テレビ朝日） - 夏井真弓 役
- 初めて恋をした日に読む話 第2話（2019年1月22日、TBS）
- いだてん〜東京オリムピック噺〜 第9話（2019年3月3日、NHK）
- やじ×きた 元祖・東海道中膝栗毛 第5話 「ご落胤は弥次さんの甥っ子？（駿府）」（2019年5月4日、BSテレ東） - おさと 役
- 腐女子、うっかりゲイに告（コク）る。 第1話 - 第3話・第5話 - 第7話（2020年4月20日 - 5月4日・5月18日 - 6月1日、NHK総合） - 今宮麻衣 役

### 配信ドラマ
- グッドモーニング・コール our campus days（2017年9月22日配信開始、全10話、フジテレビオンデマンド / Netflix） - 太田佳代 役

### ラジオドラマ
- 人喰い大熊と火縄銃の少女（2015年7月13日 - 24日、NHK-FM 青春アドベンチャー） - ヒロイン・凛 役

### 舞台
- 百瀬、こっちを向いて。/小梅が通る（2016年11月、ライブステージ ほっぢポッヂ） - 「百瀬、こっちを向いて。」主演・百瀬 役[13]

### MV
- 遊助 「君ドリーム 遊turing GReeeeN」（2016年1月7日）
- 室井雅也 「A GIRL BY SEASIDE - YouTube」（2018年2月25日）
- 工藤圭一 「家族の写真」（2018年3月30日）
- Lucie,Too 「最後の日」（2018年7月25日）[14]

### CM
- オリエンタルランド 『春のキャンパスデーパスポート【ディズニーシー】』（2016年）
- 大塚製薬 カロリーメイトゼリー（2017年）

## 書籍

### 写真集
- Afterschool コバルトデイジー（2014年2月4日、ギャンビットパブリッシング）[15] ISBN 978-4-9074-6202-4